# Melanella orphanensis
Melanella orphanensis är en snäckart som beskrevs av Clarke 1974. Melanella orphanensis ingår i släktet Melanella och familjen Eulimidae. Inga underarter finns listade i Catalogue of Life.